# Knall

Schematisches Oszilloskopbild eines Knalls

Ein Knall ist eine plötzliche, stoßartige Dichteänderung der Luft, die z. B. durch den Schlag einer Peitsche oder durch eine Explosion hervorgerufen werden kann. Die sich in den Raum ausbreitende Druckwelle wird als Schall wahrgenommen. Charakteristisch für einen Knall ist das zeitlich schnelle Abklingen der Amplitude.
Das Ohr wird dabei nur für kurze Zeit einer Druckschwankung der Luft ausgesetzt, wobei meistens dem schnellen Anstieg des Drucks eine langsamere Abnahme folgt. Knallwellen können sich mit Überschallgeschwindigkeiten von mehr als 1000 m/s ausbreiten.
Ein Knall ist ein Geräusch. Das bedeutet, er besteht (ähnlich wie Rauschen) aus sehr vielen zufällig auftretenden (unharmonischen) Obertönen.